# Asota subrupta
Asota subrupta là một loài bướm đêm trong họ Erebidae.